# تونی کروس
تونی کروس (آلمانی: Toni Kroos؛ زادهٔ ۴ ژانویه ۱۹۹۰) بازیکن پیشین فوتبال اهل آلمان است. 
وی به‌عنوان یکی از بهترین هافبک‌های تاریخ فوتبال به‌شمار می‌رود که به پاس‌های دقیق، سانترهای مفید، شوت‌های از راه‌دور و مهارت‌های تهاجمی در بازیسازی و همچنین نظم دهی به دفاع تیمی در بین کارشناسان و فوتبال دوستان شهرت دارد.او یکی از بهترین بازی ساز های تاریخ است و او دقیق ترین پاس ها و سانتر های ممکن را ارائه میکند به دلیل دقت بسیار زیاد پاس های تونی کروس به او لقب مهندس داده شده است.همواره از وی در لایه بهترین و کامل ترین هافبک های تاریخ فوتبال یاد میشود. کروس با کسب ۳۴ جام در طول ۱۷ سال دوره حرفه ای خود،پرافتخار ترین بازیکن فوتبال در تاریخ آلمان شناخته میشود. در نهایت او پس از لیگ قهرمانان اروپا ۲۴–۲۰۲۳ از رقابت های باشگاهی و در مسابقات یورو ۲۰۲۴ از مسابقات ملی و دنیای فوتبال خداحافظی کرد.

## زندگی شخصی
تونی کروس در ۴ ژانویه ۱۹۹۰ در گرایفسوالت به دنیا آمد. او یک برادر کوچکتر به نام فیلیکس کروس دارد که او نیز یک فوتبالیست حرفه ای بود. پدرش رولاند به عنوان مربی جوانان برای هانسا روستوک کار می‌کرد. تونی در دوران جوانی، او دانش آموز متوسطی بود و زمان زیادی را صرف تمرین فوتبال می‌کرد، با این حال، در کلاس رفتار خوبی داشت و در میان همسالانش در مدرسه، به خوبی محبوب بود.
تونی در ۱۳ ژوئن ۲۰۱۵ با دوست دختر طولانی مدت خود جسیکا فاربر ازدواج کرد. آنها دو پسر و یک دختر دارند همچنین او صاحب خانه ای در جزیره مایورکا است.

## عملکرد دوران حرفه ای

### دوران باشگاهی

#### سال‌های آغازین
او فوتبال را از باشگاه محلی زادگاهش گریفس والدر اس سی آغاز کرد اما پس از مدت کوتاهی به باشگاه معروف تر منطقه هانزاروستوک و تیم جوانان این باشگاه پیوست.

#### بایرن مونیخ
او در سال ۲۰۰۶ مورد توجه مسئولان باشگاه بایرن مونیخ قرار گرفت و به این باشگاه پیوست. کروس در این باشگاه ۲۰۵ بازی انجام داد و ۲۵ گل به ثمر رساند.

##### بایر لورکوزن
در سال ۲۰۰۹ کروس به صورت قرضی به باشگاه بایر لورکوزن پیوست. در ۱۸ آوریل ۲۰۰۹ او در شکست ۲ بر ۱ بایر لورکوزن برابر وولفسبورگ نخستین گل خود را در بوندس لیگا به ثمر رساند.

#### رئال مادرید
در ۱۷ ژوئیه ۲۰۱۴ رئال مادرید اعلام کرد که آن‌ها برای انتقال کروس به توافق نهایی رسیدند.
مدت قرارداد کروس ۶ سال اعلام شد. مبلغ آن بین ۲۵ میلیون یورو برآورد شد.
او برای آخرین بار با پیراهن رئال مادرید در فینال لیگ قهرمانان اروپا ۲۴–۲۰۲۳ در مقابل دورتموند به میدان رفت و‌ موفق به کسب آخرین جام خود با رئال مادرید در دوران باشگاهی خود شد. طی ۱۰ فصل حضور در باشگاه رئال مادرید موفق به کسب چهار عنوان لالیگا و پنج جام لیگ قهرمانان اروپا و همچنین پنج بار برنده جام باشگاه‌های جهان شده است.

### دوران ملی
تونی کروس از سال ۲۰۱۴ جز ثابت تمامی تیم‌های ملی پایه فوتبال آلمان بوده است.
او اولین بازی اش برای تیم ملی آلمان را در سال ۲۰۱۰ انجام داد و جز تیم ملی آلمان در جام جهانی ۲۰۱۰ و یورو ۲۰۱۲ بود. او در سال ۲۰۱۴ به دومین بازیکن متولد در آلمان شرقی بعد از ماتیاس سامر(۱۹۹۰) تبدیل شد که قهرمان جهان شده است.

## آمار باشگاهی
تا تاریخ ۱۱ مارس ۲۰۲۴
| عملکرد             | عملکرد             | عملکرد             | لیگ       | لیگ       | جام      | جام      | قاره‌ای | قاره‌ای | دیگر | دیگر | مجموع | مجموع |
| فصل                | باشگاه             | لیگ                | بازی      | گل        | بازی     | گل       | بازی   | گل     | بازی | گل   | بازی  | گل    |
|                    |                    |                    | لیگ کشوری | لیگ کشوری | جام حذفی | جام حذفی | اروپا  | اروپا  | سایر | سایر | مجموع | مجموع |
| ------------------ | ------------------ | ------------------ | --------- | --------- | -------- | -------- | ------ | ------ | ---- | ---- | ----- | ----- |
| ۲۰۰۷–۲۰۰۸          | بایرن مونیخ        | بوندسلیگا          | ۱۲        | ۰         | ۲        | ۰        | ۶      | ۱      | ۰    | ۰    | ۲۰    | ۱     |
| ۲۰۰۸–۲۰۰۹          | بایرن مونیخ        | بوندسلیگا          | ۷         | ۰         | ۱        | ۱        | ۱      | ۰      | ۰    | ۰    | ۹     | ۱     |
| مجموع بایرن مونیخ  | مجموع بایرن مونیخ  | مجموع بایرن مونیخ  | ۱۹        | ۰         | ۳        | ۱        | ۷      | ۱      | ۰    | ۰    | ۲۹    | ۲     |
| ۲۰۰۸–۲۰۰۹          | بایر لورکوزن       | بوندس‌لیگا          | ۱۰        | ۱         | ۳        | ۰        | ۰      | ۰      | ۰    | ۰    | ۱۳    | ۱     |
| ۲۰۰۹–۲۰۱۰          | بایر لورکوزن       | بوندس‌لیگا          | ۳۳        | ۹         | ۲        | ۰        | ۰      | ۰      | ۰    | ۰    | ۳۵    | ۹     |
| مجموع بایر لورکوزن | مجموع بایر لورکوزن | مجموع بایر لورکوزن | ۴۳        | ۱۰        | ۵        | ۰        | ۰      | ۰      | ۰    | ۰    | ۴۸    | ۱۰    |
| ۲۰۱۰–۲۰۱۱          | بایرن مونیخ        | بوندسلیگا          | ۲۷        | ۱         | ۳        | ۱        | ۷      | ۱      | ۰    | ۰    | ۳۷    | ۳     |
| ۲۰۱۱–۲۰۱۲          | بایرن مونیخ        | بوندسلیگا          | ۳۱        | ۴         | ۶        | ۱        | ۱۴     | ۲      | ۰    | ۰    | ۵۱    | ۷     |
| ۲۰۱۲–۲۰۱۳          | بایرن مونیخ        | بوندسلیگا          | ۲۴        | ۶         | ۳        | ۰        | ۹      | ۳      | ۱    | ۰    | ۳۷    | ۹     |
| ۲۰۱۳–۲۰۱۴          | بایرن مونیخ        | بوندسلیگا          | ۲۹        | ۲         | ۶        | ۱        | ۱۲     | ۱      | ۴    | ۰    | ۵۱    | ۴     |
| مجموع بایرن مونیخ  | مجموع بایرن مونیخ  | مجموع بایرن مونیخ  | ۱۱۱       | ۱۳        | ۱۸       | ۳        | ۴۲     | ۷      | ۵    | ۰    | ۱۷۶   | ۲۳    |
| ۲۰۱۴–۲۰۱۵          | رئال مادرید        | لالیگا             | ۳۶        | ۲         | ۲        | ۰        | ۱۲     | ۰      | ۵    | ۰    | ۵۵    | ۲     |
| ۲۰۱۵–۲۰۱۶          | رئال مادرید        | لالیگا             | ۳۲        | ۱         | ۰        | ۰        | ۱۲     | ۰      | ۰    | ۰    | ۴۴    | ۱     |
| ۲۰۱۶–۲۰۱۷          | رئال مادرید        | لالیگا             | ۲۹        | ۳         | ۵        | ۰        | ۱۲     | ۱      | ۲    | ۰    | ۴۸    | ۴     |
| ۲۰۱۷–۲۰۱۸          | رئال مادرید        | لالیگا             | ۲۷        | ۵         | ۰        | ۰        | ۱۲     | ۰      | ۴    | ۰    | ۴۳    | ۵     |
| ۲۰۱۸–۲۰۱۹          | رئال مادرید        | لالیگا             | ۲۸        | ۰         | ۴        | ۰        | ۸      | ۱      | ۳    | ۰    | ۴۳    | ۱     |
| ۲۰۱۹–۲۰۲۰          | رئال مادرید        | لالیگا             | ۳۵        | ۴         | ۲        | ۰        | ۶      | ۱      | ۲    | ۱    | ۴۵    | ۶     |
| ۲۰۲۰–۲۰۲۱          | رئال مادرید        | لالیگا             | ۲۸        | ۳         | ۱        | ۰        | ۱۲     | ۰      | ۱    | ۰    | ۴۲    | ۳     |
| ۲۰۲۱–۲۰۲۲          | رئال مادرید        | لالیگا             | ۲۸        | ۱         | ۳        | ۰        | ۱۲     | ۲      | ۲    | ۰    | ۴۵    | ۳     |
| ۲۰۲۲–۲۰۲۳          | رئال مادرید        | لالیگا             | ۳۰        | ۲         | ۵        | ۰        | ۱۲     | ۰      | ۵    | ۰    | ۵۲    | ۲     |
| ۲۰۲۳–۲۰۲۴          | رئال مادرید        | لالیگا             | ۲۷        | ۱         | ۱        | ۰        | ۸      | ۰      | ۲    | ۰    | ۳۷    | ۱     |
| مجموع رئال مادرید  | مجموع رئال مادرید  | مجموع رئال مادرید  | ۳۰۰       | ۲۲        | ۲۳       | ۰        | ۱۰۶    | ۵      | ۲۶   | ۱    | ۴۵۴   | ۲۸    |
| مجموع آمار         | مجموع آمار         | مجموع آمار         | ۴۷۳       | ۴۵        | ۴۹       | ۴        | ۱۵۵    | ۱۳     | ۳۱   | ۱    | ۷۰۷   | ۶۳    |

### آمار پاس گل
| فصل       | تیم         | پاس گل |
| --------- | ----------- | ------ |
| ۲۰۰۷–۲۰۰۸ | بایرن‌مونیخ  | ۹      |
| ۲۰۰۸–۲۰۰۹ | بایرن‌مونیخ  | ۱      |
| ۲۰۰۸–۲۰۰۹ | بایرلورکوزن | ۱      |
| ۲۰۰۹–۲۰۱۰ | بایرلورکوزن | ۱۲     |
| ۲۰۱۰–۲۰۱۱ | بایرن‌مونیخ  | ۸      |
| ۲۰۱۱–۲۰۱۲ | بایرن‌مونیخ  | ۱۹     |
| ۲۰۱۲–۲۰۱۳ | بایرن‌مونیخ  | ۸      |
| ۲۰۱۳–۲۰۱۴ | بایرن‌مونیخ  | ۸      |
| ۲۰۱۴–۲۰۱۵ | رئال‌مادرید  | ۱۴     |
| ۲۰۱۵–۲۰۱۶ | رئال‌مادرید  | ۱۳     |
| ۲۰۱۶–۲۰۱۷ | رئال‌مادرید  | ۱۶     |
| ۲۰۱۷–۲۰۱۸ | رئال‌مادرید  | ۱۰     |
| ۲۰۱۸–۲۰۱۹ | رئال‌مادرید  | ۶      |
| ۲۰۱۹–۲۰۲۰ | رئال‌مادرید  | ۹      |
| ۲۰۲۰–۲۰۲۱ | رئال‌مادرید  | ۱۲     |
| ۲۰۲۱–۲۰۲۲ | رئال‌مادرید  | ۱۳     |
| ۲۰۲۳–۲۰۲۲ | رئال‌مادرید  | ۶      |
| ۲۰۲۴–۲۰۲۳ | رئال‌مادرید  | ۵      |
| مجموع     | مجموع       | ۱۷۰    |

## آمار ملی

### بازی‌های ملی
| آلمان | آلمان | آلمان | آلمان  |
| سال   | بازی  | گل    | پاس گل |
| ----- | ----- | ----- | ------ |
| ۲۰۱۰  | ۱۳    | ۰     | ۰      |
| ۲۰۱۱  | ۱۱    | ۲     | ۲      |
| ۲۰۱۲  | ۱۰    | ۲     | ۰      |
| ۲۰۱۳  | ۷     | ۱     | ۵      |
| ۲۰۱۴  | ۱۶    | ۴     | ۵      |
| ۲۰۱۵  | ۵     | ۰     | ۱      |
| ۲۰۱۶  | ۱۲    | ۳     | ۱      |
| ۲۰۱۷  | ۶     | ۰     | ۱      |
| ۲۰۱۸  | ۱۱    | ۲     | ۲      |
| ۲۰۱۹  | ۵     | ۳     | ۲      |
| ۲۰۲۰  | ۵     | ۰     | ۰      |
| ۲۰۲۱  | ۵     | ۰     | ۰      |
| ۲۰۲۴  | ۱     | ۰     | ۱      |
| مجموع | ۱۰۷   | ۱۷    | ۲۰     |

### گل‌های ملی
| شماره | تاریخ          | میزبان       | بازی ملی | حریف     | نتیجه | رقابت                         |
| ----- | -------------- | ------------ | -------- | -------- | ----- | ----------------------------- |
| ۱     | ۶ سپتامبر ۲۰۱۱ | گدانسک       | ۲۱       | لهستان   | ۲–۲   | دوستانه                       |
| ۲     | ۱۱ نوامبر ۲۰۱۱ | کی یف        | ۲۳       | اوکراین  | ۳–۳   | دوستانه                       |
| ۳     | ۱۲ اکتبر ۲۰۱۲  | دوبلین       | ۳۳       | ایرلند   | ۶–۱   | مقدماتی جام جهانی ۲۰۱۴        |
| ۴     | ۱۲ اکتبر ۲۰۱۲  | دوبلین       | ۳۳       | ایرلند   | ۶–۱   | مقدماتی جام جهانی ۲۰۱۴        |
| ۵     | ۶ سپتامبر ۲۰۱۳ | مونیخ        | ۳۶       | اتریش    | ۳–۰   | مقدماتی جام جهانی ۲۰۱۴        |
| ۶     | ۸ ژوئیه ۲۰۱۴   | بلوهوریزونته | ۵۰       | برزیل    | ۷–۱   | جام جهانی ۲۰۱۴ برزیل          |
| ۷     | ۸ ژوئیه ۲۰۱۴   | بلوهوریزونته | ۵۰       | برزیل    | ۷–۱   | جام جهانی ۲۰۱۴ برزیل          |
| ۸     | ۱۴ اکتبر ۲۰۱۴  | گلزنکیرشن    | ۵۵       | ایرلند   | ۱–۱   | مقدماتی جام ملت‌های اروپا ۲۰۱۶ |
| ۹     | ۱۸ نوامبر ۲۰۱۴ | بیگو         | ۵۷       | اسپانیا  | ۱–۰   | دوستانه                       |
| ۱۰    | ۲۶ مارس ۲۰۱۶   | برلین        | ۶۳       | انگلستان | ۲–۳   | دوستانه                       |
| ۱۱    | ۲۹ مارس ۲۰۱۶   | مونیخ        | ۶۴       | ایتالیا  | ۴–۱   | دوستانه                       |
| ۱۲    | ۸ اکتبر ۲۰۱۶   | هامبورگ      | ۷۳       | چک       | ۳–۰   | مقدماتی جام جهانی ۲۰۱۸        |
| ۱۳    | ۲۳ ژوئن ۲۰۱۸   | سوچی         | ۸۵       | سوئد     | ۲–۱   | جام جهانی ۲۰۱۸ روسیه          |
| ۱۴    | ۱۶ اکتبر ۲۰۱۸  | سن-دنی       | ۹۰       | فرانسه   | ۱–۲   | لیگ ملت‌های اروپا ۱۹–۲۰۱۸      |
| ۱۵    | ۶ سپتامبر ۲۰۱۹ | هامبورگ      | ۹۳       | هلند     | ۲–۴   | مقدماتی جام ملت‌های اروپا ۲۰۲۰ |
| ۱۶    | ۱۶ نوامبر ۲۰۱۹ | گلادباخ      | ۹۵       | بلاروس   | ۴–۰   | مقدماتی جام ملت‌های اروپا ۲۰۲۰ |
| ۱۷    | ۱۶ نوامبر ۲۰۱۹ | گلادباخ      | ۹۵       | بلاروس   | ۴–۰   | مقدماتی جام ملت‌های اروپا ۲۰۲۰ |

## افتخارات

### باشگاهی
بایرن مونیخ
- بوندسلیگا(۳): ۰۸–۲۰۰۷، ۱۳–۲۰۱۲، ۱۴–۲۰۱۳
- جام حذفی فوتبال آلمان(۳): ۰۸–۲۰۰۷، ۱۳–۲۰۱۲، ۱۴–۲۰۱۳
- سوپر جام فوتبال آلمان(۲): ۲۰۱۰، ۲۰۱۲
- لیگ قهرمانان اروپا(۱): ۱۳–۲۰۱۲
- سوپرجام اروپا(۱): ۲۰۱۳
- جام باشگاه‌های فوتبال جهان(۱): ۲۰۱۳

رئال مادرید
- لا لیگا(۴): ۱۷–۲۰۱۶، ۲۰–۲۰۱۹، ۲۲–۲۰۲۱، ۲۴–۲۰۲۳
- جام حذفی فوتبال اسپانیا(۱): ۲۳–۲۰۲۲
- سوپرجام فوتبال اسپانیا(۴): ۲۰۱۷، ۲۰۲۰، ۲۰۲۲، ۲۰۲۳
- لیگ قهرمانان اروپا(۵): ۲۰۱۵–۲۰۱۶، ۲۰۱۶–۲۰۱۷، ۱۸–۲۰۱۷، ۲۲–۲۰۲۱، ۲۴–۲۰۲۳
- سوپرجام اروپا(۴): ۲۰۱۴، ۲۰۱۶، ۲۰۱۷، ۲۰۲۲
- جام باشگاه‌های فوتبال جهان(۵): ۲۰۱۴، ۲۰۱۶، ۲۰۱۷، ۲۰۱۸، ۲۰۲۲

### ملی
آلمان
- جام جهانی فوتبال(۱): ۲۰۱۴

### شخصی
- برنده توپ طلایی جام جهانی زیر ۱۷ سال ۲۰۰۷
- برنده کفش برنز جام جهانی زیر ۱۷ سال ۲۰۰۷
- تیم منتخب بوندسلیگا ۲۰۱۰–۲۰۱۲
- تیم رؤیایی و تیم منتخب جام جهانی ۲۰۱۴
- بهترین پاسور جام جهانی ۲۰۱۴
- تیم منتخب لیگ قهرمانان ۲۰۱۴–۲۰۱۵
- تیم منتخب یوفا ۲۰۱۴
- تیم منتخب فیفا ۲۰۱۴
- بهترین بازی ساز فدراسیون تاریخ و آمار ۲۰۱۴
- تیم منتخب فیفا ۲۰۱۶